# 戲劇農莊
戲劇農莊（英語：Theatre Farmers）是澳門首個非牟利全職專業話劇團，由許多熱愛表演藝術的澳門戲劇工作者於 2000 年籌組成立。以培育澳門市民的藝術素質、發揮戲劇的社會功能、擴闊藝術觀眾群、建立本土文化為宗旨。現任行政總監為李俊傑先生。

## 目標
- 戲劇藝術至專業水平
- 提供高水準、具啟發性的戲劇
- 將戲劇藝術傳播
- 於學生階層紮根戲劇藝術
- 邁向文化城市之路

## 製作方向
- 送戲上門
- 製作高水準的演出
- 組織參與性戲劇活動，如Theatresports勁爆劇場大比拼等等